# Durômetro Shore

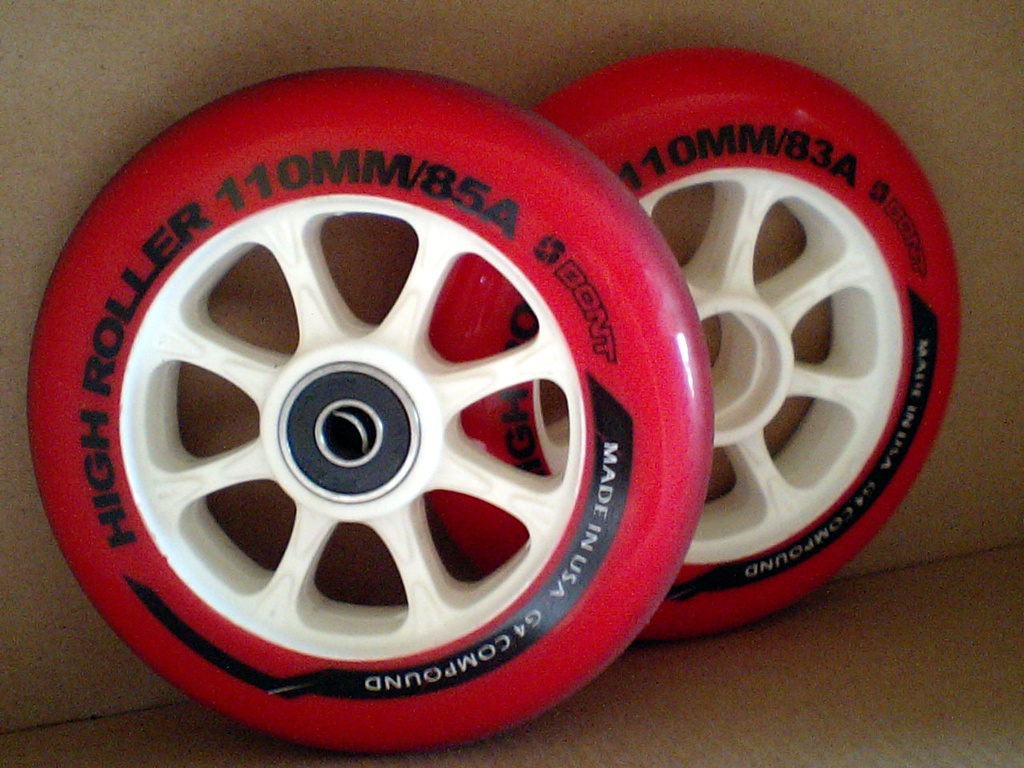
Rodas de um Patins em linha demonstrando as durezas de 85A e 83A.

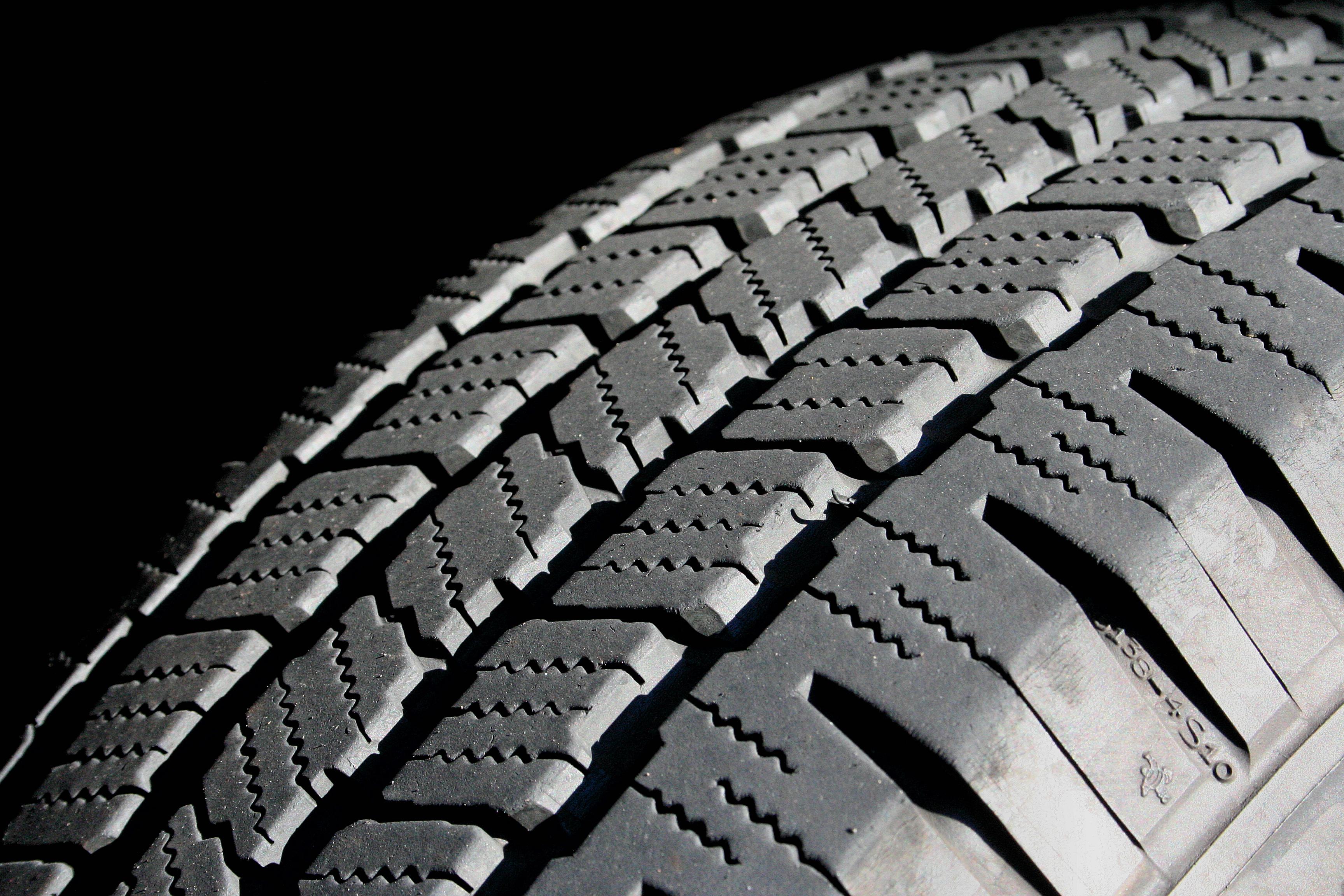
A "dureza" de um pneu de automóvel varia entre 50A e 70A, dependendo da aplicação.

Diagram of a durometer indenter or presser foot used for Shores A and D

O durômetro Shore é utilizado na medição da dureza. O método consiste em medir a profundidade da impressão deixada no material com a aplicação da carga e é dependente de outros fatores além da dureza, como das propriedades viscoelásticas e da duração do ensaio.
Este aparelho de medição foi desenvolvido em 1920, pelo fabricante de instrumentos Albert F. Shore, e é amplamente utilizado na medição da dureza de polímeros, elastômeros e borrachas.
Existem diversas escalas utilizadas em materiais com propriedades diferentes. As mais comuns são a A e D, sendo a A utilizada em plásticos macios e a D em plásticos rígidos. No entanto, a ASTM D 2240 contém 12 escalas, dependentes da intenção de uso, sendo elas: A, B, C, D, DO, E, M, O, OO, OOO, OOO-S e R. Cada escala resulta em um valor entre 0 e 100, sendo que valores maiores indicam um material mais duro.